# Michael Pyka
Michael Pyka (* 25. Januar 1954) ist ein ehemaliger deutscher Fußballspieler.

## Werdegang
Der Abwehrspieler Michael Pyka wurde beim TuS Brake (Stadtteil von Lemgo) ausgebildet. Er begann seine Karriere 1972/73 bei der Spvgg Bad Pyrmont unter Trainer Heinz Brannolte. Mit diesem Verein spielte er in der Saison 1974/75 in der seinerzeit drittklassigen Oberliga Nord. Im Sommer 1975 wechselte Pyka zum Zweitligisten DJK Gütersloh, wo er am 16. August 1975 bei der 0:2-Niederlage der Gütersloher bei Schwarz-Weiß Essen debütierte. Für diesen Verein bestritt er 32 Spiele in der 2. Bundesliga und erzielte dabei zwei Tore. Im DfB-Pokal war er in 4 Spielen für die DJK im Einsatz und erzielte dabei 2 Tore. Am Saisonende 1975/76 stieg er mit den Güterslohern in die Staffel 1 der Verbandsliga Westfalen ab und verließ den Verein im Sommer 1977 mit unbekanntem Ziel. Für die Saison 1978/79 heuerte er bei Hannover 96 an, der in der 2. Bundesliga spielte. Für diesen Verein erzielte Pyka in 13 Zweitliga-Spielen ein Tor. Nach nur einer Saison verließ er Hannover mit unbekanntem Ziel. Michael Pyka absolvierte in seiner Karriere insgesamt 45 Zweitligaspiele und erzielte drei Tore.
Michael Pyka ist Meister im Bäcker- und Konditorhandwerk und übernahm nach seiner Fußball-Laufbahn die Leitung des familieneigenen Bäckerei-Fachgeschäfts in Brake, einem Stadtteil von Lemgo.